# Technosolutionnisme

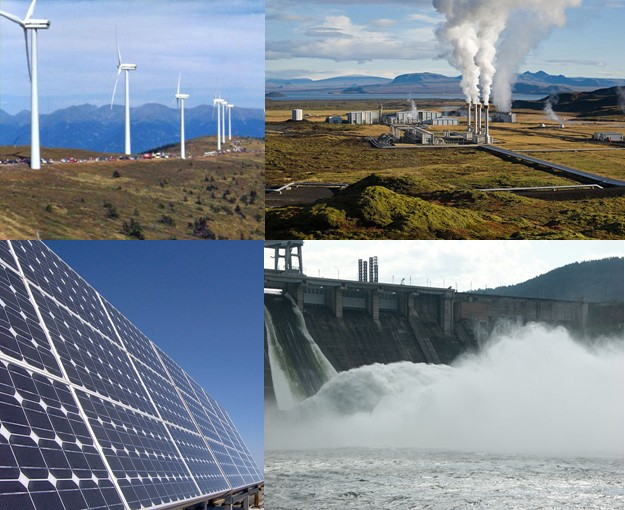
Les énergies renouvelables ou l'énergie nucléaire peuvent apparaître comme une des solutions au réchauffement climatique.

Le technosolutionnisme, ou solutionnisme technique, est la confiance dans la technologie pour résoudre un problème souvent créé par des technologies antérieures.
Selon ce concept, tous les problèmes pourraient trouver des solutions dans des technologies meilleures et nouvelles. Le terme est maintenant utilisé comme une expression condescendante pour décrire des solutions bon marché et rapides en utilisant des technologies inappropriées ; ces correctifs créent souvent plus de problèmes qu'ils n'en résolvent, ou donnent le sentiment qu'ils ont résolu le problème.
Certains[Qui ?] le définissent comme une « tentative de réparer les dommages causés à une technologie par une modification du système », qui peut impliquer une modification de technologies existantes et/ou une modification de ses procédures d'exploitation ou de maintenance.
Les correctifs technologiques sont inévitables dans la technologie moderne. Il a été observé que de nombreuses technologies, bien qu'inventées et développées pour résoudre certains problèmes perçus, créent souvent d'autres problèmes dans le processus, appelés externalités, ou offrent d'autres opportunités de développement et donc augmentent la consommation totale d'énergie par un effet rebond.

## Réchauffement climatique
Dans le cadre du réchauffement climatique, le terme « technosolutionnisme » a été utilisé pour qualifier des technologies expérimentées ou envisagées pour capturer le dioxyde de carbone, refroidir les océans, ou modifier le régime des pluies,. 

### Solutions
Dans une étude de 2020, quatre grandes familles de discours ayant pour effet de retarder les actions en matière de lutte contre le changement climatique sont identifiées. Selon l'une d'elles, baptisée « optimiste technologique », le changement disruptif n'est pas nécessaire, et il convient de favoriser les solutions qui ne sont pas de nature à transformer la société. Il s'agirait, en quelque sorte, de « ne pas changer le système, quitte à changer le climat ».
Le physicien David Keith étudie des solutions technologiques au problème du réchauffement climatique depuis les années 1990. Il a voulu étudier l'effet de l'injection de quantités importantes de calcite dans l'atmosphère, arguant que cette matière pourrait modifier l'albédo de la Terre sans porter atteinte à la couche d’ozone.

### Critiques
Le journaliste Stéphane Foucart considère que le technosolutionnisme est la forme moderne du climatoscepticisme. Il consiste à envisager le problème climatique et les problèmes environnementaux « comme des problèmes que la technique va de toute façon réussir à résoudre ».
Le chercheur en politiques environnementales Théodore Tallent analyse en 2023 des projets récents de géo-ingénierie et craint que certaines entreprises n'investissent le champ du technosolutionnisme. Ceux qu'il qualifie d'« entrepreneurs de rêve » risqueraient ainsi de faire tomber l'humanité dans une « trappe climaticide », celle de l'« aveuglement technologique ».
Les États comptent sur la croissance économique pour investir dans des politiques climatiques fondés sur la technologie, car la transition énergétique, et les technologies de production et de consommation d’énergie bas-carbone ainsi que de technologies de captation du CO2 qui vont de pair, nécessitent de lourds financements. Or la croissance de la consommation matérielle est la cause principale de l'augmentation des gaz à effet de serre. Dans ce cas, il s'agirait d'un « piège évolutif ».